# Schivereckia hyperborea
Schivereckia hyperborea är en korsblommig växtart som först beskrevs av Carl von Linné, och fick sitt nu gällande namn av Berkut. Schivereckia hyperborea ingår i släktet Schivereckia och familjen korsblommiga växter. Inga underarter finns listade i Catalogue of Life.